# Coltău
Coltău é uma comuna romena localizada no distrito de Maramureș, na região histórica da Transilvânia. A comuna possui uma área de 12.95 km² e sua população era de 2176 habitantes segundo o censo de 2007.